# یوسیپ ماشیچ
یوسیپ ماشیچ (کرواتی: Josip Mišić؛ زادهٔ ۲۸ ژوئن ۱۹۹۴) بازیکن فوتبال اهل کرواسی است.
از باشگاه‌هایی که در آن بازی کرده‌است می‌توان به باشگاه فوتبال اوسیک، باشگاه فوتبال اسپتزیا، و باشگاه فوتبال رییکا اشاره کرد.
وی همچنین در تیم‌های ملی فوتبال زیر ۲۱ سال کرواسی و کرواسی بازی کرده‌است.